# Serranus sanctaehelenae
Serranus sanctaehelenae is een straalvinnige vissensoort uit de familie van zaag- of zeebaarzen (Serranidae). De wetenschappelijke naam van de soort werd voor het eerst geldig gepubliceerd in 1895 door Boulenger.